# Филипе Њуси
Филипе Жасинто Њуси (порт. Filipe Jacinto Nyusi; Муеда, 9. фебруар 1959) мозамбички је политичар који од 2015. обавља функцију четвртог по реду председника Мозамбика. Пре ступања на дужност председника државе обављао је функцију Министра одбране у периоду 2008−2014. године. Члан је владајуће политичке партије ФРЕЛИМО. Припадник је народа Маконде.
Завршио је машински факултет на Универзитету у Брну, где је стекао звање машинског инжењера, а потом је успешно окончао и постдипломске студије из менаџмента на Викторија универзитету у Манчестеру. 